# Maria van Gelre (overleden 1397)
Maria van Gelre († november 1397) was een van de twee troonpretendenten voor het hertogdom Gelre en het graafschap Zutphen tijdens de Eerste Gelderse Successieoorlog tussen 1371 en 1379. Ze streed echter voor deze titel namens haar zoon Willem III van Gulik. De oorlog begon na de dood van haar halfbroers Reinoud III van Gelre en Eduard van Gelre. Edward overleed aan zijn verwondingen na de Slag bij Baesweiler en Reinoud, die ook wel de bijnaam de Vette had, overleed enkele maanden daarna. Deze opvolgingskwestie werd ook geclaimd door Maria's zuster Mechteld van Gelre en zij werd gesteund door de van 'Heeckerens' onder Frederik van Heeckeren van der Eze (1320-1386). De volgers van Maria waren de van 'Bronckhorsten' onder Gijsbert V van Bronckhorst (1328-1356). Na de overwinning van haar partij ging de titel van Hertog naar haar zoon Willem III.

## Geschiedenis
Nadat haar vader, Reinald, aan het begin van de Honderdjarige Oorlog, samen met Willem van Holland en Willem van Gulik te Valenciennes op 24 mei 1337 een verbond gesloten had met koning Eduard III van Engeland tegen Philip van Valois van Frankrijk, beloofde hij zijn jongste dochter Maria, als toekomstige vrouw aan Ruprecht I van de Palts (1309-1390), uit het Huis Wittelsbach. De huwelijkse voorwaarden waren opgesteld door de raden van Reinald, waaronder Dirk heer van Valkenburg en Willem van Broeckhuysen, en werden op 25 maart 1337 in een oorkonde bevestigd. Ruprecht had eerder met de Franse koning onderhandelingen gevoerd, die echter vastgelopen waren. Door zijn dochter als bruid weg te geven aan de Wittelsbachse Paltsgraaf zette Reinald de eerste stap tot de formele verbintenis met het Engelse verbond. Het huwelijk ging echter niet door omdat het Frans-Engelse conflict zich vrij snel oploste en geen van beide partijen nog belang had bij een huwelijk. Ruprecht zou in 1350 huwen met Elisabeth van Namen (ca. 1330-1382). Maria huwde in 1362 Willem II/VII van Gulik.
In 1372 liet zij haar minderjarige zoon Willem verloven met Catharina van Beieren, de verloofde van haar overleden halfbroer Eduard. Hiermee benadrukte zij de dynastieke continuïteit en dacht daarmee de kansen van Willem als opvolger te vergroten. Dat zelfde jaar werd Willem als achtjarige door Keizer Karel IV beleend met het hertogdom Gelre en het graafschap Zutphen met als tegenprestatie de vrijlating van Wenceslas van Brabant, de halfbroer van de keizer die bij de slag bij Baesweiler gevangen genomen was. Haar echtgenoot Willem II/VII van Gulik werd benoemd tot voogd tot de meerderjarigheid van Willem.

## Familie
Maria was een dochter van Reinoud II van Gelre en Sophia Berthout, vrouwe van Mechelen. In december 1362 huwde ze met Willem II/VII van Gulik (1327-1393). Ze kregen onder andere de volgende kinderen:
- Willem (1364-1402)
- Reinoud (1365-1423)
- Johanna (-1394), huwde Jan V van Arkel.